# Albert Wilansky
Albert "Tommy" Wilansky (13 de septiembre de 1921, St. John's, Terranova - 3 de julio de 2017, Bethlehem, Pensilvania) fue un matemático canadiense-estadounidense, conocido por introducir los números de Smith.  

## Biografía
Wilansky se educó como estudiante universitario en la Universidad de Dalhousie, donde obtuvo una maestría en matemáticas en 1944. De 1944 a 1947 fue estudiante de posgrado en la Universidad de Brown.  En 1947 recibió su doctorado. con el asesor Clarence Raymond Adams y su disertación An application of Banach linear functionals to the theory of summability. 
Desde 1948 hasta su jubilación oficial en 1992, Wilansky fue miembro de la facultad del departamento de matemáticas de la Universidad de Lehigh. 

Fue Profesor Distinguido de Matemáticas de la universidad durante los últimos 14 años de su mandato. Durante sus 44 años en Lehigh fue profesor invitado Fulbright en varias ocasiones, en universidades de Reading (1972-1973), Londres (1973), Tel Aviv (1981) y Berna (1981). Fuera del mundo académico, fue consultor del Frankford Arsenal durante el año 1957-1958.

Wilansky investigó en análisis, especializándose en teoría de sumabilidad, espacios topológicos lineales, álgebras de Banach y análisis funcional.  Fue autor de varios libros y autor o coautor de más de 80 artículos. Dio conferencias en más de 50 universidades diferentes.  En 1969 recibió el premio Lester R. Ford de la Asociación Matemática de Estados Unidos por su artículo de 1968 Spectral Decomposition of Matrices for High School Students.  (El premio de 1969 también se otorgó individualmente a otros cinco matemáticos).
Wilansky estuvo casado con su primera esposa desde 1947 hasta su muerte en 1969. Tuvieron dos hijas. Tuvo tres hijastras de su segundo matrimonio.

Fue músico profesional durante un breve tiempo cuando era joven y continuó tocando el piano y el clarinete y escribiendo canciones, a menudo con sus esposas e hijas.

## Publicaciones seleccionadas

### Artículos
- Wilansky, Albert (1949). «An application of Banach linear functionals to summability». Transactions of the American Mathematical Society 67 (1): 59-68. ISSN 0002-9947. doi:10.1090/S0002-9947-1949-0032025-7.
- —— (1949). «A necessary and sufficient condition that a summability method be stronger than convergence». Bulletin of the American Mathematical Society 55 (10): 914-916. ISSN 0002-9904. doi:10.1090/S0002-9904-1949-09307-2.
- ——; Zeller, Karl (1955). «Summation of bounded divergent sequences, topological methods». Transactions of the American Mathematical Society 78 (2): 501-509. ISSN 0002-9947. doi:10.1090/S0002-9947-1955-0067220-7.
- ——; Zeller, Karl (1963). «A biorthogonal system which is not a Toeplitz basis». Bulletin of the American Mathematical Society 69 (5): 725-726. ISSN 0002-9904. doi:10.1090/S0002-9904-1963-11003-4.
- —— (1976). «On a characterization of barrelled spaces». Proceedings of the American Mathematical Society 57 (2): 375. ISSN 0002-9939. doi:10.1090/S0002-9939-1976-0412761-2.
- Kalton, Nigel; —— (1976). «Tauberian operators on Banach spaces». Proceedings of the American Mathematical Society 57 (2): 251-255. ISSN 0002-9939. doi:10.1090/S0002-9939-1976-0473896-1.
- Saxon, Stephen A.; —— (1977). «The equivalence of some Banach space problems». Colloquium Mathematicum (Institute of Mathematics Polish Academy of Sciences) 37 (2): 217-226. doi:10.4064/cm-37-2-217-226.
- Snyder, A. K.; —— (1980). «The Mazur-Orlicz bounded consistency theorem». Proceedings of the American Mathematical Society 80 (2): 374-376. ISSN 0002-9939. doi:10.1090/S0002-9939-1980-0577777-5.
- —— (1981). «Mazur spaces». International Journal of Mathematics and Mathematical Sciences 4: 39-53. doi:10.1155/S0161171281000021.

### Libros
- Functional analysis. New York: Blaisdell. 1964.
- Topics in functional analysis. Springer-Verlag. 1967; notes by W. D. Laverell Wilansky, Albert (14 de noviembre de 2006). 2006 pbk edition. ISBN 978-3-540-35525-0.
- Topology for analysis. Waltham, Massachusetts: Ginn. 1970. Wilansky, Albert (2008). Dover reprint. ISBN 9780486469034.[5]
- Modern methods in topological vector spaces. New York: McGraw-Hill. 1978.[6] Wilansky, Albert (2013). Dover reprint. ISBN 9780486493534.[7]
- Summability through functional analysis. North-Holland. 1984. Wilansky, A. (April 2000). 2000 pbk edition. ISBN 9780080871967.